# Cyclocephala sinaloae
Cyclocephala sinaloae är en skalbaggsart som beskrevs av Henry Fuller Howden och Endrodi 1966. Cyclocephala sinaloae ingår i släktet Cyclocephala och familjen Dynastidae. Inga underarter finns listade i Catalogue of Life.